# Фройденштадт (район)
Район Фройденштадт (нім. Landkreis Freudenstadt) — район землі Баден-Вюртемберг, Німеччина. Район підпорядкований урядовому округу Карлсруе, входить до складу регіону Північний Шварцвальд (Nordschwarzwald). Центром району є місто Фройденштадт. Населення становить 118 364 ос. (станом на 31 грудня 2020), площа  — 870,68 км². 

## Географія
Район межує на заході із районом Ортенау, північному заході — районом Раштат, на півночі — районом Кальв, сході — районами Тюбінген та Цоллернальб, і на півдні — із районом Ротвайль. Найбільшою річкою району є Неккар, яка впадає в Рейн

## Демографія
Густота населення в районі становить 140 чол./км².
| Рік             | Населення |
| --------------- | --------- |
| 31. грудня 1973 | 98.294    |
| 31. грудня 1975 | 97.682    |
| 31. грудня 1980 | 99.697    |
| 31. грудня 1985 | 101.572   |
| 27. травня 1987 | 101.957   |

| Рік             | Населення |
| --------------- | --------- |
| 31. грудня 1990 | 109.960   |
| 31. грудня 1995 | 119.166   |
| 31. грудня 2000 | 120.848   |
| 31. грудня 2005 | 122.579   |
| 30. червня 2006 | 122.514   |

## Міста і громади

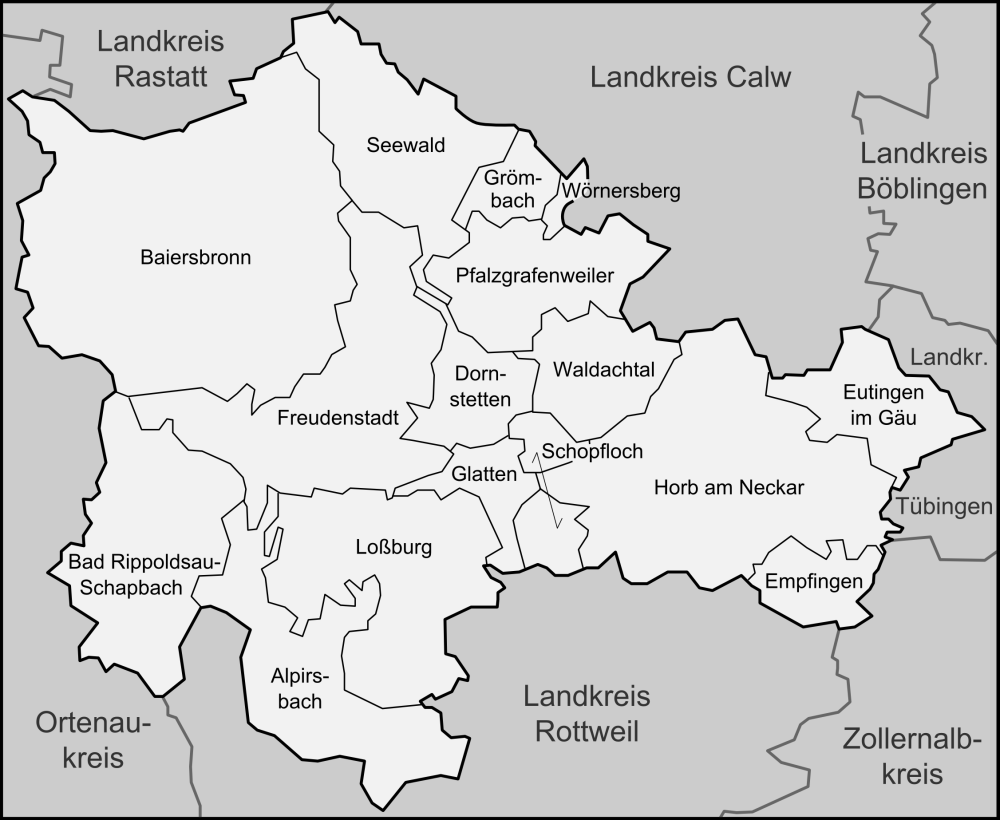
Міста і громади району Фройденштадт

Район поділений на 4 міста, 12 громад та 4 об'єднання громад.
Міста
1. Альпірсбах (6.826)
2. Дорнштеттен (8.077)
3. Фройденштадт (23.776)
4. Горб-ам-Неккар (26.142)

Громади
1. Бад Ріппольдзау-Шапбах (2.286)
2. Байрсбронн (15.965)
3. Вальдахталь (5.948)
4. Вернерсберг (250)
5. Глаттен (2.355)
6. Грембах (692)
7. Емпфінген (4.138)
8. Зеевальд (2.359)
9. Лосбург (7.913)
10. Ойтінген-ім-Гой (5.382)
11. Пфальцграфенвайлер (7.176)
12. Шопфлох (2.580)